# Sacramento Kings 2012-2013
La stagione 2012-13 dei Sacramento Kings fu la 64ª nella NBA per la franchigia.
I Sacramento Kings arrivarono quarti nella Pacific Division della Western Conference con un record di 28-54, non qualificandosi per i play-off.

## Roster
| N° | Naz.                       | Ruolo | Sportivo          | Anno | Alt. | Peso |
| -- | -------------------------- | ----- | ----------------- | ---- | ---- | ---- |
| 0  | Stati Uniti (bandiera)     | G     | Toney Douglas     | 1986 | 188  | 86   |
| 0  | Stati Uniti (bandiera)     | A     | Thomas Robinson   | 1991 | 206  | 109  |
| 3  | Stati Uniti (bandiera)     | G     | Aaron Brooks      | 1985 | 183  | 73   |
| 5  | Stati Uniti (bandiera)     | G     | John Salmons      | 1979 | 201  | 95   |
| 7  | Stati Uniti (bandiera)     | G     | Jimmer Fredette   | 1989 | 188  | 88   |
| 9  | Stati Uniti (bandiera)     | A     | Tyler Honeycutt   | 1990 | 203  | 85   |
| 9  | Stati Uniti (bandiera)     | A     | Patrick Patterson | 1989 | 206  | 107  |
| 13 | Stati Uniti (bandiera)     | G     | Tyreke Evans      | 1989 | 198  | 100  |
| 15 | Stati Uniti (bandiera)     | A     | DeMarcus Cousins  | 1990 | 211  | 122  |
| 22 | Stati Uniti (bandiera)     | G     | Isaiah Thomas     | 1989 | 175  | 84   |
| 23 | Stati Uniti (bandiera)     | G     | Marcus Thornton   | 1987 | 193  | 93   |
| 25 | Stati Uniti (bandiera)     | A     | Travis Outlaw     | 1984 | 206  | 95   |
| 32 | Rep. Dominicana (bandiera) | GA    | Francisco García  | 1981 | 201  | 88   |
| 34 | Stati Uniti (bandiera)     | A     | Jason Thompson    | 1986 | 211  | 113  |
| 42 | Stati Uniti (bandiera)     | A     | Chuck Hayes       | 1983 | 198  | 109  |
| 45 | Stati Uniti (bandiera)     | C     | Cole Aldrich      | 1988 | 211  | 111  |
| 52 | Stati Uniti (bandiera)     | A     | James Johnson     | 1987 | 206  | 111  |

## Staff tecnico
- Allenatore: Keith Smart
- Vice-allenatori: Jim Eyen, Bobby Jackson, Alex English, Clifford Ray
- Preparatore fisico: Daniel Shapiro
- Preparatori atletici: Pete Youngman, Manny Romero